# Johnny Stewart
Johnny Stewart (* 21. Mai 1934 in Brooklyn, New York) ist ein US-amerikanischer Schauspieler, dessen Namen man mit den Filmen Dürstende Lippen, Wesley und Tommy macht das Rennen verbindet.

## Leben
Über Stewarts Werdegang ist nichts Genaueres bekannt. Seine erste Rolle spielte er 1949 als 15-Jähriger, wo er in der amerikanischen Fernsehserie Wesley den 12-jährigen Wesley Eggleston verkörperte, der auf der Schwelle zum Erwachsenen oft mit seinem Kumpel Alvin rumhängt und sich Wortduelle mit seiner im Teenager-Alter befindlichen Schwester Elizabeth liefert. Unter der Regie von William Dieterle spielte Stewart 1952 an der Seite von William Holden in dem Sportdrama Tommy macht das Rennen den Jockey Thomas Gibson Jr. aka „The Kid“. Daran schloss sich 1953 der Western Dürstende Lippen mit Broderick Crawford und Barbara Hale an, in dem er in der Rolle des jungen Indianers „Little Knife“ zu sehen ist. In den Jahren 1953/1954 wirkte Stewart in zwei Folgen der Fernsehserie The United States Steel Hour mit sowie in einer Folge der Fernsehserie Justice. Dies waren seine letzten belegten Rollen. Wie sich sein Leben danach weiterentwickelte, liegt im Dunkeln.

## Filmografie (komplett)
- 1949: Wesley (Fernsehserie)
- 1950: Mr. I. Magination (Fernsehserie, Folge Kidnapped)
- 1952: Tommy macht das Rennen (Boots Malone)
- 1953: Dürstende Lippen (Last of the Comanches)
- 1953: ABC Album (Fernsehserie, Folge The Turning Point)
- 1953: Kraft Television Theatre (Fernsehserie, Folge The Apple Tree)
- 1953: Omnisbus (Fernsehserie, Folge The Capital of the World)
- 1953/54: The United States Steel Hour (Fernsehserie, Folgen P.O.W. und Papa Is All)
- 1954: Justice (Fernsehserie, Folge In the Deep Night)